# Contern
Contern é uma comuna do Luxemburgo, pertence ao distrito de Luxemburgo e ao cantão de Luxemburgo.

## Demografia
Dados do censo de 15 de fevereiro de 2001:
- população total: 3.082
  - homens: 1.547
  - mulheres: 1.535
- densidade: 149,98 hab./km²
- distribuição por nacionalidade:

| Nacionalidade  | População | %      |
| -------------- | --------- | ------ |
| luxemburgueses | 2.197     | 71,28% |
| estrangeiros   | 885       | 28,72% |
| - portugueses  | 152       | 4,93%  |
| - franceses    | 106       | 3,44%  |
| - italianos    | 91        | 2,95%  |
| - belgas       | 76        | 2,47%  |
| - alemães      | 153       | 4,96%  |
| - iuguslavos   | 10        | 0,32%  |
| - outros       | 297       | 9,64%  |

- Crescimento populacional:

| Ano        | População |
| ---------- | --------- |
| 15/02/2001 | 3.082     |
| 01/01/2002 | 3.073     |
| 01/01/2003 | 3.119     |
| 01/01/2004 | 3.133     |
| 01/01/2005 | 3.136     |